# Кузовников, Анатолий Петрович
Анатолий Петрович Кузовников (1905—1993) — подполковник Советской Армии, участник Великой Отечественной войны, Герой Советского Союза (1944).

## Биография
Анатолий Кузовников родился 5 июля 1905 года в селе Кулагино (ныне — Новосергиевский район Оренбургской области). Работал в сельском хозяйстве, был батраком. Окончил среднюю школу. В 1927 году Кузовников был призван на службу в Рабоче-крестьянскую Красную Армию. Окончил школу младшего начальствующего состава погранвойск ОГПУ СССР и Харьковскую пограничную школу войск НКВД СССР. Участвовал в боях с басмачами в Средней Азии. В 1937 году Кузовников был уволен в запас. Работал учителем, затем директором школы № 39 в Оренбурге. Окончил два курса Оренбургского педагогического института. В июле 1941 года Кузовников повторно был призван в армию. С августа того же года — на фронтах Великой Отечественной войны. В боях два раза был тяжело ранен. В 1942 году Кузовников окончил курсы «Выстрел».
К сентябрю 1943 года гвардии майор Анатолий Кузовников командовал батальоном 32-го гвардейского стрелкового полка 12-й гвардейской стрелковой дивизии 9-го гвардейского стрелкового корпуса 61-й армии Центрального фронта. Отличился во время битвы за Днепр. В ночь с 28 на 29 сентября 1943 года батальон Кузовникова первым переправился через Днепр в районе деревни Глушец Лоевского района Гомельской области Белорусской ССР и принял активное участие в боях за захват и удержание плацдарма на его западном берегу. Батальон успешно захватил линию немецких траншей и успешно отражал вражеские контратаки до переправы основных сил.
Указом Президиума Верховного Совета СССР «О присвоении звания Героя Советского Союза генералам, офицерскому, сержантскому и рядовому составу Красной Армии» от 15 января 1944 года за «образцовое выполнение боевых заданий командования по форсированию реки Днепр и проявленные при этом отвагу и геройство» гвардии майор Анатолий Кузовников был удостоен высокого звания Героя Советского Союза с вручением ордена Ленина и медали «Золотая Звезда».
В феврале 1946 года в звании подполковника Кузовников был уволен в запас. Проживал в Краснодаре, работал учителем в ПТУ. Активно занимался общественной деятельностью. Умер 30 сентября 1993 года, похоронен в Краснодаре.
Был также награждён орденами Александра Невского, Отечественной войны 1-й степени, Красной Звезды, рядом медалей.